# Estación de Conservatorio
Conservatorio es una estación de la línea 12 del Metro de Madrid ubicada en la zona central del barrio Sector III de Getafe. El nombre se puso porque muy cerca de ella está el Conservatorio Profesional de Música de Getafe.
En sus inmediaciones se encuentran el conservatorio antes reseñado, un centro educativo del INEM, el IES Carpe Diem, una gran superficie comercial (hipermercado) y el centro de poesía José Hierro.

## Historia
La estación abrió al público el 11 de abril de 2003.
Desde el 6 de julio de 2014, la estación permaneció cerrada por obras de mejora de las instalaciones entre las estaciones de Arroyo Culebro y Los Espartales. El motivo de estas obras fue la reposición y mejora de las condiciones existentes en la plataforma de vía con una serie de trabajos de consolidación, sustitución del sistema de fijación de la vía, impermeabilización del túnel e incremento de la capacidad de la red de drenaje. Las actuaciones permitirán que los trenes puedan duplicar su velocidad al pasar por este tramo, llegando a circular a más de 70 km/h. El servicio se restableció el 8 de septiembre de 2014.
Entre el 21 de junio y el 5 de septiembre de 2021 actuó como cabecera por el corte de la línea 12 entre esta estación y Hospital de Móstoles para llevar a cabo obras de reparación en la infraestructura. Se habilitó un Servicio Especial de autobús gratuito con parada en el entorno de las estaciones afectadas.

## Accesos
Vestíbulo Conservatorio
- Senda de Mafalda Avda. Arcas del Agua, 9 (esquina C/ Senda de Mafalda)
- Ascensor Avda. Arcas del Agua, 9 (esquina C/ Senda de Mafalda)

## Líneas y conexiones

### Metro
| << cabecera | < estación     | línea | estación >        | cabecera >> |
| ----------- | -------------- | ----- | ----------------- | ----------- |
| circular    | Arroyo Culebro |       | Alonso de Mendoza | circular    |

### Autobuses
| Diurnos |             |                                                     |                           |
| Línea   | Destino     | Parada                                              | Operador                  |
| 1       | Sector III  | 08269 Av. Arcas del Agua-Est. Conservatorio (N.º 2) | Avanza Movilidad Integral |
| 5       | Sector III  | 08269 Av. Arcas del Agua-Est. Conservatorio (N.º 2) | Avanza Movilidad Integral |
| 1       | Ambulatorio | 08268 Av. Arcas del Agua-Est. Conservatorio (N.º 3) | Avanza Movilidad Integral |
| 5       | Buenavista  | 08268 Av. Arcas del Agua-Est. Conservatorio (N.º 3) | Avanza Movilidad Integral |

| Diurnos   |                                                   |                                                     |                           |
| Línea     | Destino                                           | Parada                                              | Operador                  |
| 444       | Getafe (Sector III) (calle de las Islas Canarias) | 08269 Av. Arcas del Agua-Est. Conservatorio (N.º 2) | Avanza Movilidad Integral |
| 444       | Madrid (Plaza Elíptica)                           | 08268 Av. Arcas del Agua-Est. Conservatorio (N.º 3) | Avanza Movilidad Integral |
| Nocturnos |                                                   |                                                     |                           |
| Línea     | Destino                                           | Parada                                              | Operador                  |
| N807      | Getafe - Humanes - Griñón                         | 08269 Av. Arcas del Agua-Est. Conservatorio (N.º 2) | Avanza Movilidad Integral |
| N807      | Madrid (Atocha)                                   | 08268 Av. Arcas del Agua-Est. Conservatorio (N.º 3) | Avanza Movilidad Integral |